# Canis lupus lupus
Il lupo grigio eurasiatico (Canis lupus lupus), noto anche come lupo comune, è una sottospecie di lupo grigio originaria dell'Europa e delle zone temperate e steppose dell'ex Unione Sovietica. In Italia e nella penisola iberica viene rimpiazzato rispettivamente dal lupo grigio appenninico e dal lupo grigio iberico. 
La sottospecie era diffusa in gran parte dell'Eurasia prima del Medioevo: oltre ad esserci vari reperti paleontologici e genici, le lingue indoeuropee tendono ad avere molteplici parole per "lupo", un indizio su quanto fosse abbondante e culturalmente importante l'animale in passato. Fu stimato nelle mitologie baltiche, celtiche, slavoniche, turche, greche, latine e trace, sebbene abbia un ruolo più ambivalente in quello dei Germani.
È il più grande dei lupi grigi del Vecchio Mondo, pesando in media 39 kg, sebbene siano stati segnalati grandi esemplari di 69-80 kg. Il suo manto è relativamente corto e ruvido, solitamente di colore tenné, con peli bianchi sulla gola che si estendono sulle guance. Gli esemplari melanici, albini ed eritristi sono rari, solitamente frutti d'incroci con i cani. Il suo ululato è più lungo e melodico di quello dei lupi nordamericani, i cui ululati sono più forti e con un'enfasi sulla prima sillaba.
Molte popolazioni di lupo eurasiatico sono costrette a cibarsi predominantemente di bestiame e rifiuti in zone occupate dall'uomo, nonostante gli ungulati selvatici come alci, cervi rossi, caprioli, e cinghiali rappresentino ancora prede importanti in Russia e nelle zone montagnose dell'Europa orientale. Altre prede includono renne, argali, mufloni, bisonti europei, saighe, stambecchi, camosci, egagri, daini e moschidi.

## Descrizione
Nel descrivere il lupo d'Alaska, il naturalista scozzese John Richardson usò il lupo d'Europa come punto di riferimento, notando che quest'ultimo avesse un cranio più snello, le orecchie più elevate, una corporatura meno robusta, gli arti più lunghi e il pelo della coda meno folto. Notò che questi tratti davano alla razza europea un aspetto più astuto e infido di quello nordamericano.
La grandezza è soggetta alla variazione geografica, in accordo alla regola di Bergmann, con gli esemplari più grossi in Russia e Scandinavia, esemplari che Theodore Roosevelt, nelle sue scritture sulla caccia al lupo, paragonò con i grandi lupi del Montana nordoccidentale e di Washington. Gli adulti in Russia misurano 105-160 cm di lunghezza da testa a corpo e hanno una coda lunga 35-56 cm, 80-85 cm d'altezza, e pesano di media 32-50 chili, con un peso massimo di 60-80 chili. L'esemplare più grosso segnalato fu abbattuto dopo la seconda guerra mondiale nell'Oblast della Poltava nell'Ucraina, e pesava 86 kg. Ciò farebbe del lupo eurasiatico la più grande delle sottospecie lupine, dato che il lupo più grande mai misurato del Nordamerica pesava 79,4 kg. Si sa attraverso i reperti scheletrici che i lupi grigi estinti delle isole britanniche potevano raggiungere grandezze paragonabili a quelle dell'odierno lupo artico.

## Areale

### Declino

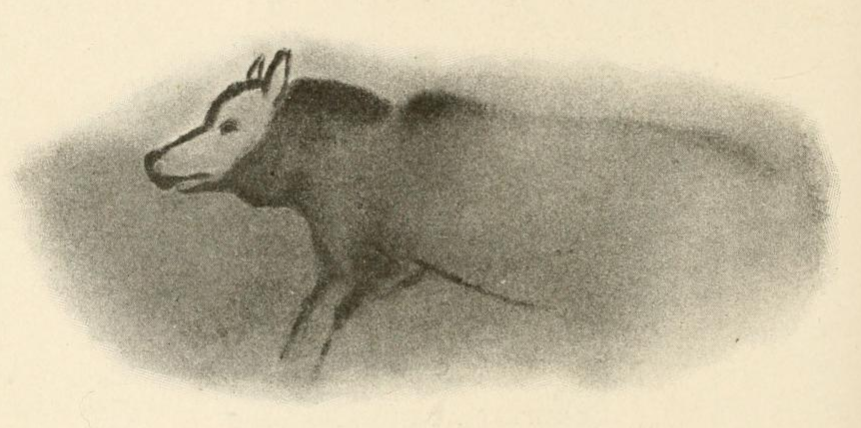
Pittura rupestre, Font-de-Gaume, Francia.

Lo sterminio dei lupi nel Nordeuropa fu ben organizzato a partire dal Medioevo, fino al XIX secolo. In Inghilterra, i lupi furono cacciati per legge, e l'ultimo fu ucciso durante il regno d'Enrico VII. Hanno resistito più a lungo in Scozia, dove erano presenti foreste abbondanti in cui rifugiarsi. Fino al 1684 sono riusciti a sopravvivere nelle foreste di Braemar e Sutherland. In Irlanda, i lupi fecero la stessa fine, con l'ultimo esemplare ucciso nel 1786. La Svezia introdusse una taglia sui lupi nel 1647, quando lo sterminio delle alci e delle renne costrinse i lupi ad attaccare il bestiame. I sami li sterminarono dalla Svezia con cacce ben organizzate, uccidendo l'ultimo esemplare nel 1666. La specie fu sterminata nella Danimarca nel 1772 e nella Norvegia nel 1773. Fu decimata nella Finlandia del XX secolo, sebbene molti esemplari entravano regolarmente dalla Russia. Nel 1900, il lupo fu presente solo nelle zone settentrionali e orientali della Finlandia.
Nell'Europa centrale, i lupi si estinsero nella prima metà del XIX secolo per colpa delle battute organizzate e della riduzione di prede naturali. In Baviera, l'ultimo lupo fu ucciso nel 1847, e scomparve dalle regioni del Reno nel 1899. Nel 1934, la Germania nazista fu il primo Stato a proteggere la specie, sebbene in realtà fosse già sterminata. La caccia al lupo in Francia fu ufficializzata da Carlo Magno tra l'anno 800 ed il 813, che per primo fondò la louveterie. Fu abolita nel 1789 dopo la Rivoluzione francese, ma venne ripresa nel 1814. Nel 1883, furono uccisi almeno 1.386 lupi.

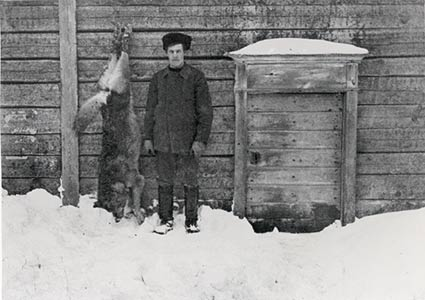
L'ultimo lupo della Finlandia centrale (1911).

Nell'Europa orientale, i lupi non furono mai completamente sterminati, grazie al collegamento geografico con l'Asia e le sue vaste zone boreali. Le popolazioni vennero ridotte a poche centinaia di esemplari, solo durante gli ultimi anni del XIX secolo. Furono sterminati in Slovacchia durante il primo decennio del XX secolo. Si potevano solo trovare nelle zone forestali della Polonia orientale. Nei Balcani orientali, i lupi godevano della prossimità dell'ex Unione Sovietica e delle vaste zone di pianure, montagne. In Ungheria, i lupi, nei primi anni del XX secolo, occupavano solo metà della nazione, trovandosi solo nel Bacino Carpatico. Le loro popolazioni rimasero consistenti in Romania, dove mediamente, tra il 1955 ed il 1965, furono abbattuti 2.800 lupi su una popolazione di 4.600 esemplari. La loro popolazione fu però ulteriormente ridotta nel 1967 a 1.550 individui. In Bulgaria, la popolazione di lupi fu ridotta da 1.000 esemplari a 100-200 nel 1964. In Grecia, la specie scomparve nel 1930 dal Peloponneso meridionale. Malgrado periodi di inteso abbattimento durante il XVIII secolo, i lupi non si sono mai estinti nei Balcani occidentali. La persecuzione ufficiale dei lupi nella ex Jugoslavia avvenne nel 1923.

### Recupero

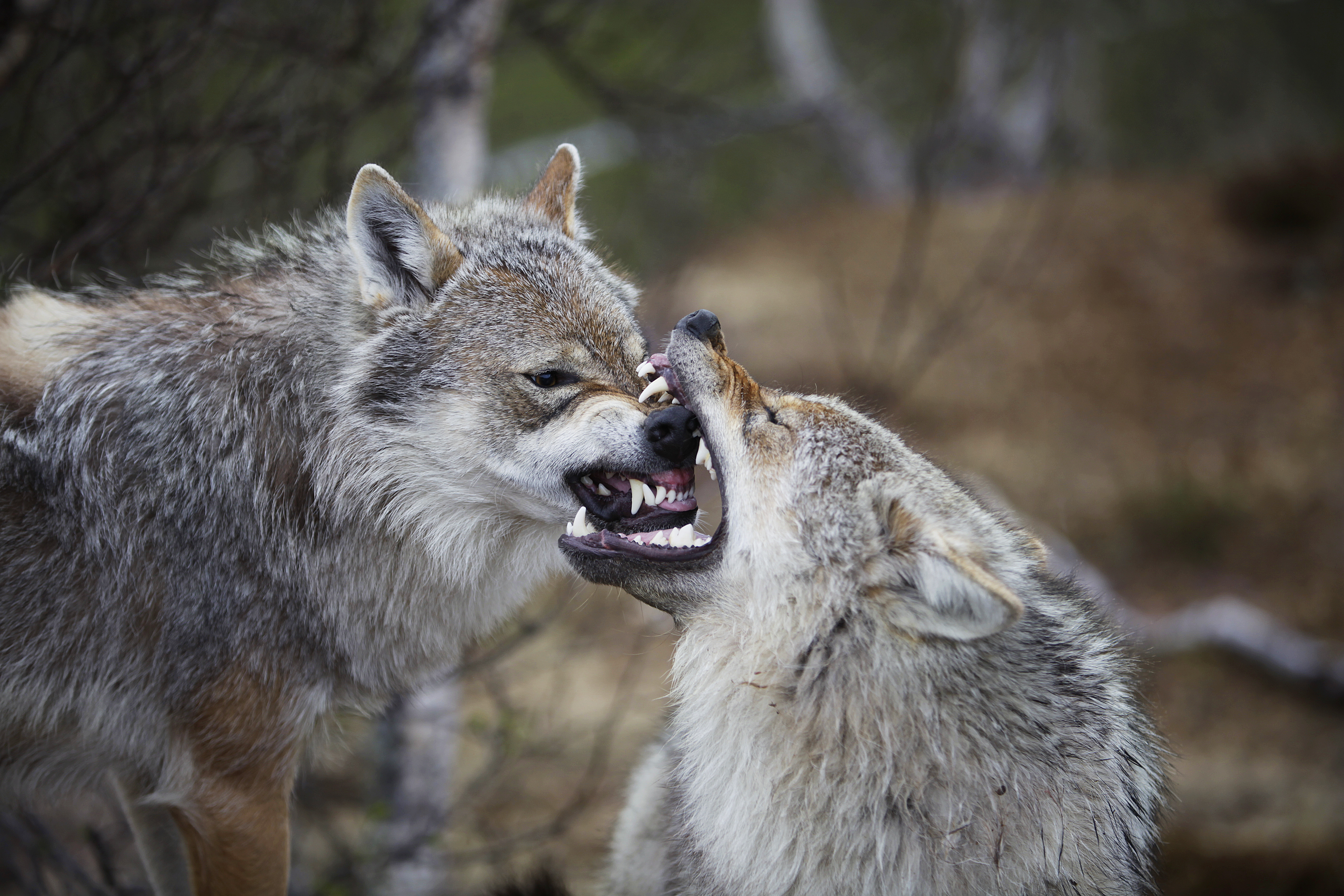
Lupi grigi in Bardu, Norvegia.

Il recupero delle popolazioni europee iniziò dopo gli anni 50, quando le attività pastorali e rurali declinarono, e non ci fu più la necessità di cacciarli. Negli anni 80, delle popolazioni piccole ed isolate di lupi iniziarono ad aumentare man mano che diminuiva di densità di popolazione umana nelle zone rurali.
Nel 1978, i lupi iniziarono a ripopolare la Svezia centrale dopo una assenza di 12 anni, e si spinsero fino alla Norvegia. Dal 2005, il numero totale di lupi svedesi e norvegesi è di almeno 100 esemplari, comprese 11 coppie riproduttive. Le popolazioni scandinave di lupi devono la loro continuata esistenza ininterrotta al collegamento geografico tra la Finlandia e la Repubblica di Carelia. I lupi sono protetti solo nella parte meridionale della Finlandia, mentre si può cacciare in altre zone durante alcune stagioni.
Le popolazioni di lupi in Polonia sono aumentate fino a 1000-2000 esemplari. La Polonia gioca un ruolo importante nella loro espansione verso gli stati circostanti. Nell'est, i lupi della Polonia si aggiungono a quelli della Lituania, la Bielorussia, l'Ucraina e la Slovacchia. Il lupo grigio è protetto in Slovacchia, ad eccezione di quelli che uccidono bestiame. Alcuni lupi slovacchi a volte entrano nella Repubblica Ceca, dove sono completamente protetti. I lupi provenienti dalla Slovacchia, dall'Ucraina e dalla Croazia, a volte, entrano in Ungheria, dove, se causano problemi, si possono cacciare legalmente.
La Romania annovera ben 2.500 esemplari protetti sin dal 1996. Il numero di lupi in Albania e in Macedonia è sconosciuto, sebbene i due Stati colleghino le popolazioni di lupi in Grecia con quelli in Croazia e in Bosnia. Malgrado siano protetti in Grecia, molti vengono ogni anno uccisi illegalmente, così il loro futuro resta incerto. Il numero di lupi in Bosnia è diminuito sin dal 1986, mentre sono protetti sia in Croazia che in Slovenia.
Furono segnalati nel 2014 35 branchi e sei coppie nelle Alpi orientali nel 2014.

### Steppe del Caucaso e Asia Centro-occidentale

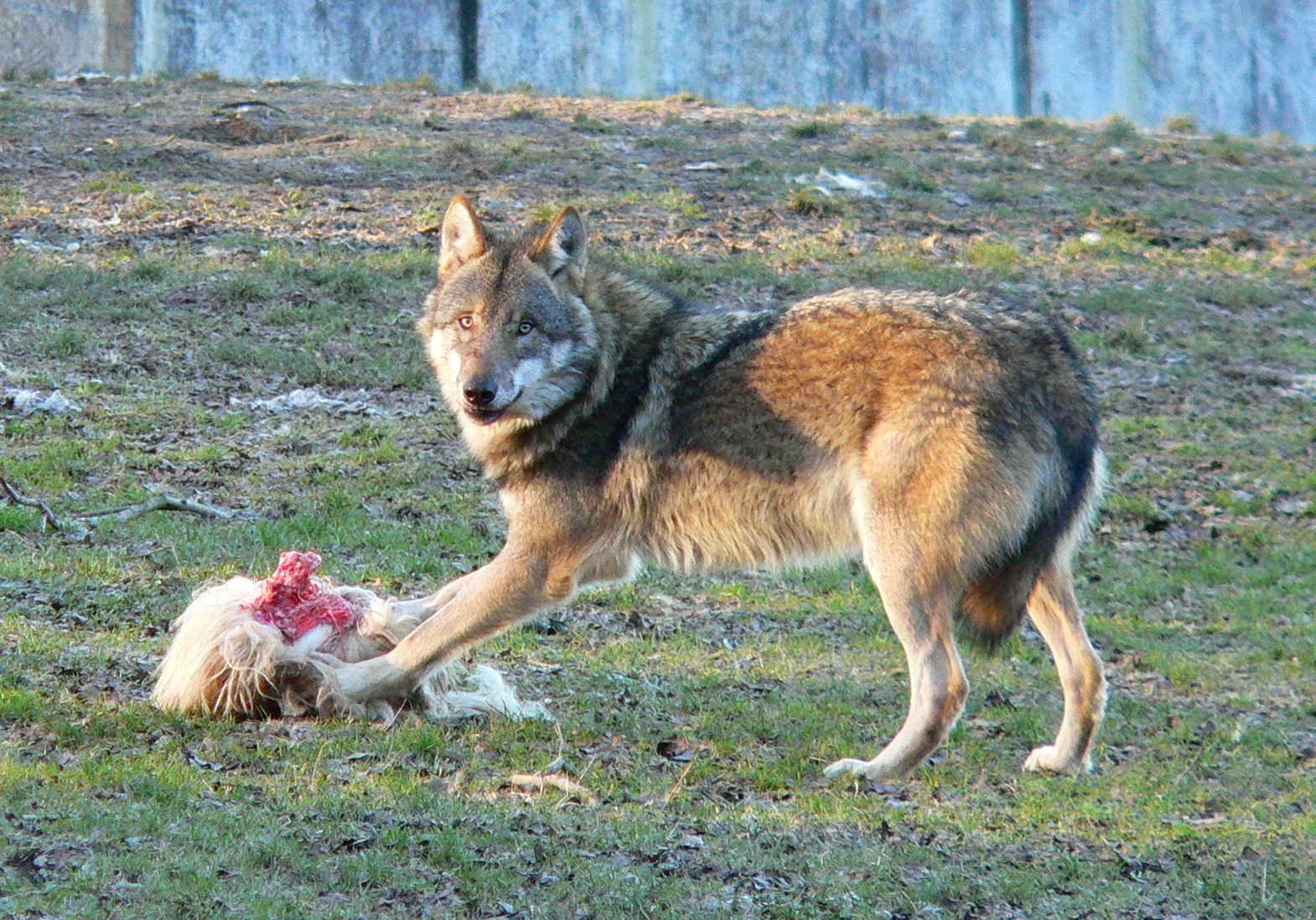
Lupo eurasiatico del Caucaso

Nelle Steppe del Caucaso e attorno al Mar Caspio la popolazione venne un tempo accreditata come sottospecie a parte, C. l. cubanensis, e considerata specie in pericolo, cosa successivamente smentita e la popolazione attuale di lupi in quelle zone è di circa 2,750 esemplari nel Daghestan (caucaso orientale), 1,000-2,000 in Georgia e 500-700 in Armenia, mentre il numero di lupi in Azerbaigian è sconosciuto.
Nella parte orientale e superiore del Mar Caspio, si trovano 1,000 lupi in Turkmenistan, circa 2,000 in Uzbekistan, 1,000 in Afghanistan, 2,000 in Tajikistan e circa 4,000 in Kirghizistan.
(vedi anche Recupero in Europa)

## Protezione

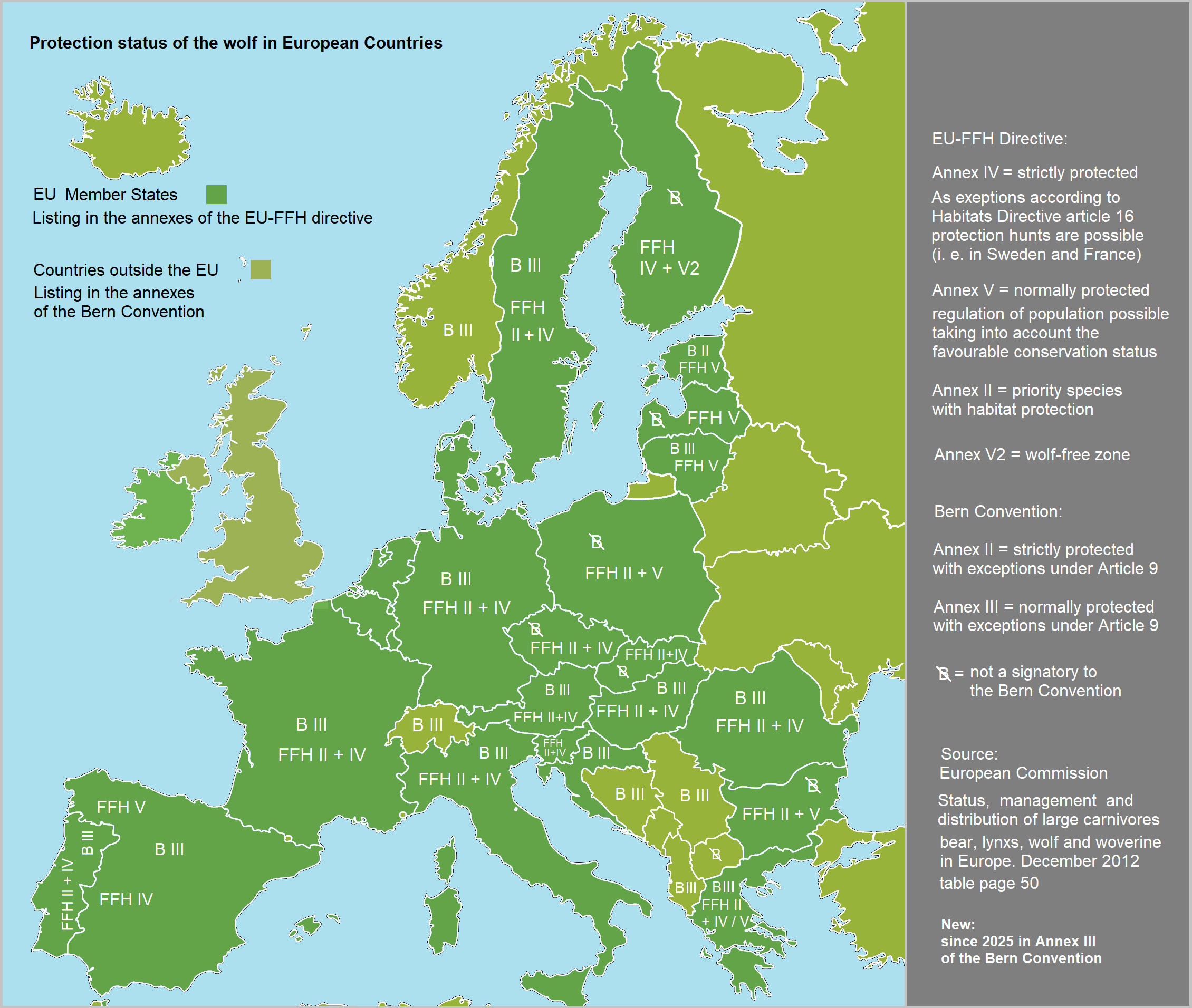
Stato del lupo in Europa

Il lupo eurasiatico e il lupo italiano sono giuridicamente protetti nella maggior parte dei paesi europei, sia attraverso l'inserimento negli allegati della direttiva UE-FHH o dalla Convenzione di Berna o entrambi, a seconda che un paese sia o meno firmatario della Convenzione di Berna.
Per gli Stati membri dell'UE, una richiesta di modifica dell'elenco del lupo negli allegati alla direttiva Habitat richiede l'approvazione della Divisione per i grandi carnivori nella Commissione europea, in cui i membri della LCIE hanno un ruolo consultivo.  Gli Stati non membri dell'UE firmatari della Convenzione di Berna possono presentare una corrispondente domanda di modifica dello status di protezione al Comitato permanente della Convenzione di Berna, nel quale il LCIE svolge anche un ruolo consultivo. Ad esempio, la Svizzera ha presentato tale richiesta nel 2006, che all'epoca è stata respinta. Nel 2018 la Svizzera ha nuovamente chiesto la riduzione dello status di protezione. In seguito al comportamento passivo della Grande iniziativa carnivora per l'Europa, la trasformazione è ritardata.

## Rapporti con gli umani

### Miti

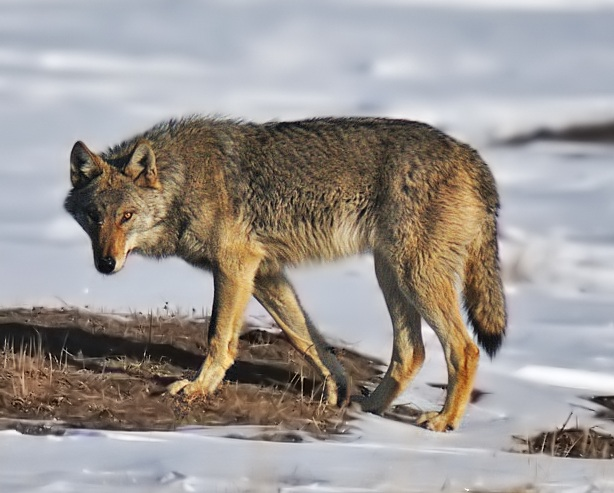
Lupo eurasiatico delle steppe in Turchia

La maggior parte delle tradizioni legate al lupo in Eurasia prima dell'avvento del cristianesimo risale alla religione ittita, con l'animale che spesso appare come creatura semidivina nelle varie culture indoeuropee. Il lupo era oggetto di rispetto da parte dei daci, il cui nome derivava dalla parola gallica daoi, ovvero, "popolo del lupo". I daci consideravano il lupo come il re degli animali, e l'unico vero ostacolo contro il male. I galli associavano i lupi con il dio solare Belanu, il cui nome probabilmente deriva dal bretone bleiz, cioè, lupo. I greci stessi collegavano il lupo al loro proprio dio solare Apollo. La mitologia dei germani era meno lusingante; il lupo Fenrir avrebbe ucciso Odino durante i Ragnarǫk, sebbene la specie fu ammirata per la sua ferocia. I guerrieri germani spesso avevano il lupo come totem, un tratto che si sarebbe poi espanso in altre culture europee. Nella mitologia dei lituani, un lupo di ferro si presenta al granduca Gediminas, comandandolo a costruire Vilnius. Il lupo è un animale importante nella religione tengrica, perché è creduto d'essere l'unica creatura vivente oltre l'uomo a venerare Tengri, pregando ad esso attraverso gli ululati.

### Attacchi all'uomo

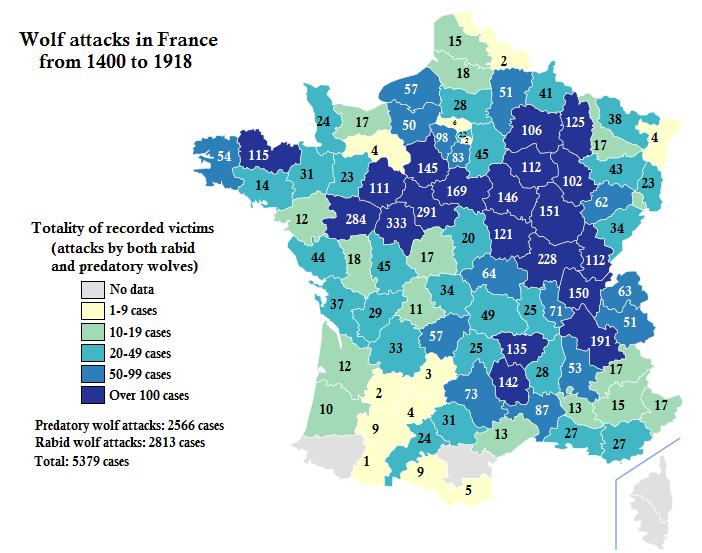
Distribuzione degli attacchi da parte dei lupi in Francia dal 1400 al 1918.

In Francia, documenti storici rinvenuti dallo storico rurale Jean-Marc Moriceau indicano che 7600 persone furono uccise dai lupi dal 1362 al 1918, 4600 di esse uccise da lupi non rabidi. Furono segnalati numerosi attacchi contro gli umani in Germania poco dopo la guerra dei trent'anni, ma è probabile che questi casi fossero dovuti ad esemplari rabbiosi. In Lettonia, i documenti storici che descrivono le aggressioni da parte di lupi infettati con rabbia risalgono a due secoli. Almeno 72 persone ne furono morse dal 1992 al 2000. In Lituania, le aggressioni da parte di lupi rabidi continuano fino ad oggi, con 22 persone attaccate dal 1989 al 2001. Circa 82 persone furono morse da lupi rabbiosi in Estonia durante il diciottesimo e diciannovesimo secolo, con ulteriori 136 uccise da lupi sani, sebbene alcuni dei colpevoli potevano essere lupi ibridi o animali fuggiti dalla cattività.
Dopo la rivoluzione d'ottobre, alcuni zoologi russi espressero dubbi sulla veridicità dei resoconti storici riguardanti gli attacchi dei lupi. Il più importante fu Petr Aleksandrovič Manteifel, che inizialmente respinse tutti i resoconti o come finzioni o opera di animali rabbiosi. Sebbene il suo parere divenne la norma nei cerchi zoologici russi, cambiò idea quando fu incaricato di dirigere una commissione speciale per indagare sugli attacchi da parte di lupi nell'Unione Sovietica, che furono incrementati dopo la seconda guerra mondiale. Manteifel compose un resoconto nel 1947 descrivendo numerosi attacchi, inclusi da animali apparentemente sani, dando raccomandazione su come meglio difendersi. Le autorità sovietiche però impedirono la distribuzione pubblica del documento, e le informazioni sui lupi aggressivi furono censurate.

### Attacchi ad animali domestici e da fattoria

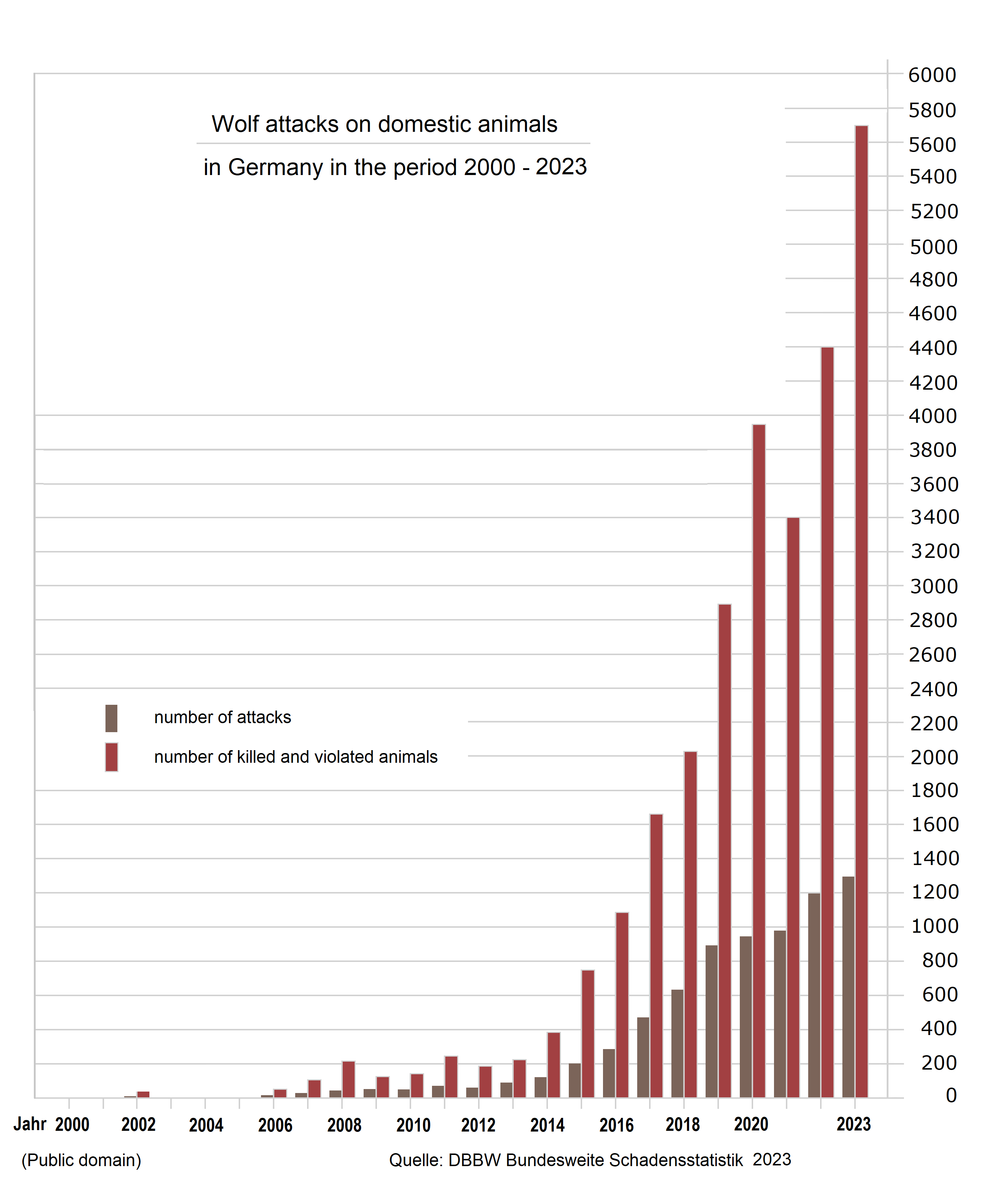
Attacchi dei lupi agli animali da fattoria in germania

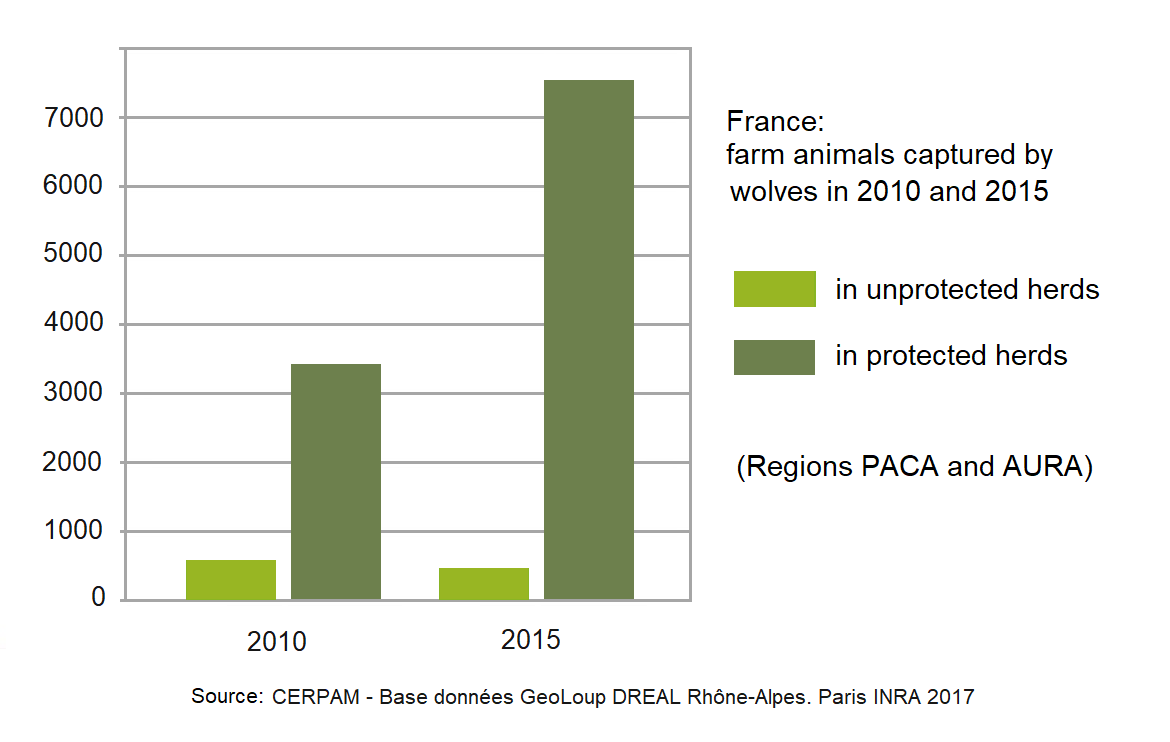
Attacchi dei lupi ai pascoli in Francia

In Svizzera nel 2018, circa 500 attacchi di lupi si sono verificati in una popolazione di circa 50 lupi alla presenza di circa 200 cani guardiani del bestiame. In Germania, tra il 2000 e il 2019, il numero di attacchi ai lupi contro gli animali al pascolo è aumentato da zero a 890 in un anno, mentre il numero di animali feriti e uccisi è salito a 2900, il che indica una specializzazione nel pascolo e frequenti eventi di eutanasia.
In Francia, il numero di animali catturati in greggi non protetti è diminuito tra il 2010 e il 2015, in quanto sempre più greggi sono stati protetti, ma il numero di animali uccisi in greggi protetti è aumentato. Durante questo periodo il comportamento dei lupi è cambiato in modo tale che con l'aumento dell'assuefazione la percentuale di attacchi di lupo durante il giorno è aumentata. [49] Nel 2018 si stima una perdita di 12.500 animali da allevamento causata da attacchi di lupi nell'arco alpino francese, con una popolazione di circa 500 lupi e diverse migliaia di cani da guardia del bestiame. Nonostante le nuove misure di protezione delle mandrie, nel 2019 nella regione Auvergne-Rhône-Alpes sono stati avvistati 3.838 lupi e sono stati pagati risarcimenti per 12.491 attacchi di lupi. [50]
In alcune regioni, anche i cani guardiani del bestiame divennero vittime dei lupi.